# Club Test 02
Club Test 02 to drugi EP zespołu Bloom 06 z cyklu „Club Test” wydany nakładem Blue Boys. Seria „Club Test” ma zawierać klubowe i dance’owe remiksy piosenek Bloom 06 oraz ich wcześniejszej formacji – Eiffel 65. Premiera zaplanowana została na 3 lipca 2009 roku, ale w wersji elektronicznej w serwisie iTunes minialbum ukazał się już 20 czerwca 2009 roku (niedostępny piąty utwór). Club Test 02 to ewidentne nawiązanie do muzyki tworzonej przez Eiffel 65 – grupę, którą tworzyli między innymi Jeffrey Jey i Maurizio Lobina, obecni członkowie Bloom 06. 

Na Club Test 02 znaleźć można między innymi remake piosenki Move Your Body (nagrany w 10. rocznicę powstania utworu) – drugiego, po Blue (Da Ba Dee) największego hitu zespołu Eiffel 65 oraz piosenki Dancing On The Moon i Beats & Sweat, utrzymane w charakterystycznym dla Eiffel 65 stylu – stanowiącym połączenie muzyki klubowej i elektronicznej – określanym mianem europop, nawiązującym do nazwy pierwszej płyty formacji Eiffel 65 o takim właśnie tytule.

## Lista utworów
1. Beats & Sweat [Extended Mix] 5:15
2. Dancing On The Moon [Dance Pop Radio Edit] 3:39
3. Move Your Body [Bloom 06 2009 Live Concept] 4:36
4. Welcome To The Zoo [Bloom 06 vs Wender Dj Remix] 6:15
5. Beats & Sweat [Radio Edit] 3:33 (utwór dodatkowy)